# كولن ستيوارت (ملحن)
كولن ستيوارت هو ملحن ومنتج أسطوانات كندي، ولد في 1 نوفمبر 1974.